# Myopa clausseni
Myopa clausseni är en tvåvingeart som beskrevs av Stuke och Clements 2008. Myopa clausseni ingår i släktet Myopa och familjen stekelflugor. Inga underarter finns listade i Catalogue of Life.